# Rita Blanco
Rita Gouveia Blanco (Oeiras, 11 de janeiro de 1963) é uma atriz portuguesa.

## Biografia
Rita Gouveia Blanco, nasceu em Oeiras, no dia 11 de janeiro de 1963.
Uma das mais bem sucedidas atrizes portuguesas, cresceu num ambiente aberto a cultura. A familia paterna, espanhola galega, chegou a explorar o Cafe Royal, na Praça Duque da Terceira, frequentado por homens de letras e artistas. A mãe esteve ligada a associação do Movimento da Escola Moderna. Os pais foram ambos elementos do Coro Lopes Graça.
Realizou todo o seu percurso escolar no Liceu Francês Charles Lepierre e, em 1985, concluiu o Curso de Teatro (Formação de Atores e Encenadores) da Escola Superior de Teatro e Cinema (ex-Conservatório Nacional).
A estreia como atriz profissional ocorreu antes do fim do Conservatório, em 1983, no Teatro da Cornucópia. Tratava-se da peça Mariana Espera Casamento, de Jean-Paul Wenzel, encenada por Luís Miguel Cintra. Voltaria à companhia fundada por Luís Miguel Cintra e Jorge Silva Melo em peças como Perversões de David Mamet, dirigida por Miguel Guilherme e José Pedro Gomes; Antes que a Noite Venha de Eduarda Dionísio, com Adriano Luz; Sangue no Pescoço do Gato de Fassbinder, de novo com Luís Miguel Cintra.
A ultima colaboração com a companhia foi um dos trabalhos que a atriz reconheceria como um dos mais significativos da sua carreira: Miserere, uma revisitação do Auto da Alma e de outras peças de Gil Vicente, onde Cintra procurava refletir, enquanto católico, sobre uma moral dominada pela culpa.
Outras participações no teatro incluem — em 1989 Como é Diferente o Amor em Portugal, adaptação da obra de Júlio Dantas, dirigida por Fernando Gomes; em 1991 Nunca Nada de Ninguém de Luísa Costa Gomes, encenado por Ana Tamen, que lhe valeu uma nomeação para o Prémio Garrett, da Secretaria de Estado da Cultura, para a Melhor Interpretação Feminina, do mesmo ano; em 1997 Peter Pan de James Barrie, encenado por António Pires, no São Luiz.
Com desempenhos assinaláveis no cinema, tem destaque no seu percurso a colaboração com o realizador João Canijo — com quem teve igualmente um relacionamento amoroso e de quem é considerada "atriz fetiche" — e também com o realizador João Botelho.
Com Canijo participou nos seguintes filmes: 1988 — Três Menos Eu (Festival Les Stars De Demain); 1990 — Filha da Mãe; 2001 — Ganhar a Vida (estreia na seccao Un certain regard do Festival de Cannes de 2001); 2004 — Noite Escura, filme português candidato (designado pelo Instituto de Cinema, Audiovisual e Multimédia) às nomeações para o Óscar de Melhor Filme Estrangeiro; 2012 - Sangue do meu Sangue; 2017 - Fatima; 2023 - Mal Viver e Viver Mal (Urso de Prata/ Premio do Júri na Berlinale de 2023).
Como referido, vários filmes de Canijo chegarão aos grandes festivais internacionais, alcançando Mal Viver e Viver Mal o Urso de Prata na Berlinale. A nível nacional, por duas vezes, a participação em projetos cinematográficos deste realizador levaram Rita Blanco a ser distinguida nos Globos de Ouro (prêmios da SIC e da revista Caras), na categoria de Melhor Atriz de Cinema (Ganhar a Vida e Sangue do meu Sangue).
Com o mesmo realizador viria igualmente a trabalhar em projetos teatrais (1988 — Crimes do Coração de Beth Henley; 1987 — Jogos de Praia de Whitehead; 1994 — Confissões ao Luar de Eugene O'Neill; 2002 — Sete Vidas de Rosa Lobato de Faria), e televisivos (1990 — Alentejo sem Lei; 1996 — Sai da Minha Vida; 2023 - Hotel do Rio).
Com Botelho trabalhou nos seguintes filmes: 2014 — Os Maias; 1994 — Três Palmeiras; 1999 Tráfico; 2003 — A Mulher que Acreditava Ser Presidente dos Estados Unidos da América; 2005 — O Fatalista.
De resto, participou em filmes de João Mário Grilo (1998 — Longe da Vista; 2002 — A Falha; 2000 — 451 Forte), José Nascimento (2000 — Tarde Demais), Teresa Villaverde (1998 — Os Mutantes), Manoel de Oliveira (1998 — Inquietude), João César Monteiro (1992 — O Último Mergulho) ou Jorge Silva Melo (1987 — Agosto; 1985 — Ninguém duas Vezes).
Em 2013 a sua participação em Amour, do realizador austríaco Michael Haneke, um drama sobre as relações familiares numa casa invadida pela doença de Alzheimer, dar-lhe-a grata experiencia (e também rara, entre atrizes de nacionalidade portuguesa), a participar num filme galardoado com o Óscar de Melhor Filme Estrangeiro da Academia de Hollywood (2013) e com uma Palma de Ouro do Festival de Cannes (2012).
Na televisão, surgiu em fainais dos anos 1980 como protagonista de uma serie juvenil — A Tribo dos Penas Brancas, emitida em 1989. Pela mesma altura participou no conhecido programa destinado a criancas da RTP Rua Sésamo, e em A Mala de Cartão, uma co-producao internacional, que recriava a vida da cantora emigrante Linda de Suza, contando com a participação de nomes como Irene Papas ou Maurice Barrier, 1988). Integraria em seguida o coletivo humorístico de Herman José, junto de quem participou em Casino Royal (1989) e Crime na Pensão Estrelinha (1990), este ultimo considerado um dos melhores trabalhos do humorista. Voltaria a colaborar com Herman cerca de dez anos depois, num telefilme dedicado ao personagem Serafim Saudade, Serafim Saudade — o regresso do Herói (2001). 
Entretanto, ainda na década de 1990 integrou o painel de comentadores do polemico programa A Noite da Má Língua (1994-1997) e foi coapresentadora, com Henrique Mendes e Catarina Furtado, do concurso Caça ao Tesouro (1994), ambos para a SIC.
A atriz foi participando em diversos outros projetos que a aproximaram do grande publico — Alentejo sem Lei e Sai da Minha Vida, de Joao Canijo (esta ultima como co-protagonista junto de Miguel Guilherme); Médico de Família (1998/2000); A Minha Sogra é uma Bruxa (2003). Com Tempo de Viver (2006) de Rui Vilhena, faria a sua estreia na TVI e em telenovelas.
Com Conta-me como Foi (2007–2009), uma série de época que recriava a Lisboa dos anos 1960, em pleno Estado Novo e na qual voltou a fazer par com Miguel Guilherme a atriz experimentou provavelmente o seu maior êxito de televisão, tanto para o público como na opinião da crítica.
Em 2011, dois anos depois do fim de Conta-me como Foi regressa à televisão, trabalhando ao mesmo tempo nos três canais portugueses generalistas: primeiro na sitcom da SIC A Família Mata; depois no telefilme O Profeta; e por fim na segunda temporada da série da RTP1 Maternidade.
Depois de vários papéis nos três canais generalistas, Blanco regressa à SIC em 2013, para interpretar a protagonista da novela Sol de Inverno, ao lado de Maria João Luís. No mesmo ano, protagoniza o filme A Gaiola Dourada, com Joaquim de Almeida. Após o término das gravações de Sol de Inverno, a intérprete regressa ao teatro com Maria João Luís, na peça Na Solidão dos Campos de Algodão.
Em 2015, compôs o painel de jurados da segunda temporada do programa da SIC Achas que Sabes Dançar?, apresentado por Diana Chaves, ao lado de Joaquín Cortés e Marco da Silva. Nesse ano, foi a grande protagonista da novela Coração d'Ouro para a mesma estação televisiva e, no cinema fez parte do filme Jogo de Damas.
Rita Blanco tem uma longa duração com a SIC, tendo depois de Coração d’ Ouro integrado o elenco de outras produções, como Paixão (2017), Alma e Coração (2018), Amor Amor (2021), dá vida à vilã na novela Por Ti (2022), Marco Paulo (2023), Flor sem Tempo (2023) ou Senhora do Mar (2024).
No cinema, entra em 2017 no filme Colo e protagoniza no mesmo ano Fátima, no âmbito das comemorações do centenário das aparições de Fátima. Participa ainda nos filmes Carga (2018), Um Filme em Forma de Assim (2022) ou Mal Viver (2023).
Em 2021, entrou no elenco da peça de teatro Pais e Filhos de Pedro Penim. Mais tarde, em 2023 foi uma das atrizes da peça A Farsa de Inês Pereira, de Gil Vicente.
Vinte e cinco anos depois, a SIC anuncia o regresso do programa de sucesso A Noite da Má Língua, em versão de podcast, novamente com Rita Blanco no painel de comentadores, em 2021.

## Prémios e distinções
Foi homenageada no Festival de Santa Maria da Feira em 2004. Em 2012, foi considerada, na Gala SPAUTORES, a melhor atriz de cinema, devido à sua interpretação no filme Sangue do meu Sangue. Em 2014, foi homenageada com Prémio Fénix (Carreia) na Cerimónia dos Prémios Áquila. Além desta homenagem, por escolha popular, foi premiada na Categoria de Melhor Atriz Secundária na mesma cerimónia devido à participação no filme Os Maias — Cenas da Vida Romântica.

## Filmografia

### Televisão
| Ano                              | Projeto                               | Papel                         | Notas                                               | Canal |
| -------------------------------- | ------------------------------------- | ----------------------------- | --------------------------------------------------- | ----- |
| 1988                             | A Tribo dos Penas Brancas             | Ana                           | Protagonista                                        | RTP1  |
| 1988                             | A Mala de Cartão                      | Deolinda                      | Participação                                        | RTP1  |
| 1989                             | Crimes do Coração                     | Becky                         | Protagonista                                        | RTP1  |
| 1989                             | Rua Sésamo                            |                               |                                                     | RTP1  |
| 1989 - 1990                      | Casino Royal                          | Ivete                         | Elenco Principal                                    | RTP1  |
| 1990                             | Crime na Pensão Estrelinha            | Tónia                         | Protagonista (Programa de Televisão)                | RTP1  |
| 1991                             | Alentejo sem Lei                      | Morgada Ana Rita              | Elenco Principal                                    | RTP1  |
| 1991                             | O Clube dos Antropófagos              |                               | Protagonista                                        | RTP1  |
| 1991                             | Perdido e Achados                     |                               |                                                     | RTP1  |
| 1991                             | Hermanias: Especial Fim de Ano        | Vários Papéis                 | Atirz Convidada                                     | RTP1  |
| 1993                             | Cupido Electrónico                    | Lurdes                        | Elenco Principal                                    | RTP1  |
| 1993                             | E o Resto é Conversa                  | Vários Papéis                 | Participação Especial                               | SIC   |
| 1994                             | O Senhor Que Se Segue                 | Ela Própria                   | Apresentadora                                       | SIC   |
| 1994                             | Caça ao Tesouro                       | Ela Própria                   | Apresentadora                                       | SIC   |
| 1994                             | Partir o Côco                         | Ela Própria                   | Apresentadora                                       | SIC   |
| 1994 - 1997                      | A Noite da Má Língua                  | Ela Própria                   | Comentadora                                         | SIC   |
| 1995                             | Os Trapalhões em Portugal             |                               |                                                     | SIC   |
| 1995                             | Os Malucos do Riso                    | Vários Papéis                 |                                                     | SIC   |
| 1995 - 1996                      | Luna Park                             | Cartomante                    | Participação Especial                               | SIC   |
| 1996                             | Sai da Minha Vida                     | Marta                         | Protagonista                                        | SIC   |
| 1998 - 1999                      | Médico de Família                     | Teresa                        | Elenco Principal                                    | SIC   |
| 1999                             | Alice & Maravilhas                    | Alice                         | Protagonista                                        | SIC   |
| 2000                             | Residencial Tejo                      | Teresa                        | Participação Especial                               | SIC   |
| 2000                             | Um Passeio No Parque                  | Margarida                     | Protagonista                                        | SIC   |
| 2001                             | Serafim Saudade - O Regresso do Herói | Antoinette                    | Elenco Principal                                    | SIC   |
| 2001                             | Querido Professor                     | Beatriz                       | Elenco Principal                                    | SIC   |
| 2002                             | Fúria de Viver                        |                               | Participação Especial                               | SIC   |
| 2002 - 2003                      | A Minha Sogra É uma Bruxa             | Amanda Pereira Camelo         | Protagonista                                        | RTP1  |
| 2003                             | O Meu Sócia E Eu                      | Glória                        |                                                     | RTP1  |
| 2003 - 2004                      | Santos da Casa                        | Madalena Santos Gonçalves     | Protagonista                                        | RTP1  |
| 2006 - 2007                      | Tempo de Viver                        | Marta Marques                 | Coadjuvante                                         | TVI   |
| 2007 - 2008 / 2019 - 2021 / 2023 | Conta-me como Foi                     | Margarida Lopes               | Protagonista                                        | RTP1  |
| 2008                             | Vila Faia                             | Atriz na Televisão            | Elenco Adicional                                    | RTP1  |
| 2009                             | Cuidado com a Língua!                 | Rita                          | Programa de televisão, apresentado por Júlio Isidro | RTP1  |
| 2011 - 2012                      | A Família Mata                        | Glória Sousa Mata             | Protagonista                                        | SIC   |
| 2012 - 2013                      | Maternidade                           | Patrícia Felgueiras           | Elenco Principal                                    | RTP1  |
| 2013                             | Odisseia                              | Rita                          | Participação Especial                               | RTP1  |
| 2013 - 2014                      | Sol de Inverno                        | Sofia Ferreira Bívar          | Protagonista                                        | SIC   |
| 2015                             | Achas Que Sabes Dançar? (2.ª edição)  | Ela Própria                   | Júri                                                | SIC   |
| 2015 - 2016                      | Coração d'Ouro                        | Maria Ferreira                | Protagonista                                        | SIC   |
| 2017 - 2018                      | Paixão                                | Maria Paula Martins Guerreiro | Elenco Principal                                    | SIC   |
| 2018 - 2019                      | Alma e Coração                        | Sara Pinto                    | Elenco Adicional                                    | SIC   |
| 2021                             | Amor Amor                             | Maria Paula «Paloma» Antunes  | Participação Especial                               | SIC   |
| 2022 - 2023                      | Por Ti                                | Renata Jones/ Joana Pires     | Antagonista                                         | SIC   |
| 2022                             | O Pai Tirano                          | Teresa                        | Participação Especial                               | SIC   |
| 2023                             | Marco Paulo                           | Maria Isabel da Silva         | Participação Especial                               | SIC   |
| 2023 - 2024                      | Flor sem Tempo                        | Natália Fontes                | Elenco Principal                                    | SIC   |
| 2024 - 2025                      | Senhora do Mar                        | Genoveva Ramalho              | Elenco Principal                                    | SIC   |

### Cinema
| Ano  | Título                                         | Papel                       |
| ---- | ---------------------------------------------- | --------------------------- |
| 1983 | Le cercle des passions                         |                             |
| 1984 | Ninguém Duas Vezes                             | Sonia                       |
| 1984 | A Meio Amor (curta-metragem)                   | Amiga                       |
| 1988 | Três Menos Eu                                  | Rita                        |
| 1988 | Tempos Difíceis                                | Luisa Cremalheira           |
| 1988 | Agosto                                         | Rapariga jovem na praia     |
| 1989 | Piano panier ou La recherche de l'équateur     | Pépin                       |
| 1990 | Filha da Mãe                                   | Maria                       |
| 1992 | O Último Mergulho                              | Ivone                       |
| 1993 | Para Cá dos Montes (curta-metragem)            | Dona Rita                   |
| 1994 | Três Palmeiras                                 | Beggar                      |
| 1997 | Menos Nove (curta-metragem)                    |                             |
| 1998 | Mário Eloy — Um Pintor em Fuga                 | Beatriz Costa               |
| 1998 | Inquietude                                     | Gabi                        |
| 1998 | Os Mutantes                                    | Psicologista                |
| 1998 | Tráfico                                        | Mãe de Jesus                |
| 1998 | Longe da Vista                                 | Rute                        |
| 2000 | Tarde Demais                                   | Arlete                      |
| 2000 | 451 Forte                                      | Celeste                     |
| 2001 | Ganhar a Vida                                  | Cidália                     |
| 2002 | A Falha                                        | Ana Mateus                  |
| 2003 | A Mulher que Acreditava Ser Presidente Dos EUA | Secretárias Maria de Lurdes |
| 2003 | Der gläserne Blick                             | Maria                       |
| 2004 | Noite Escura                                   | Celeste Pinto               |
| 2005 | O Sonho de Uma Noite de S. João                | Voz                         |
| 2005 | O Fatalista                                    | Senhora D                   |
| 2006 | Parte de Mim (curta-metragem)                  | Sofia                       |
| 2006 | Mãe Há Só Uma (curta-metragem)                 | Mão                         |
| 2007 | História Desgraçada (curta-metragem)           |                             |
| 2007 | O Capacete Dourado                             |                             |
| 2007 | Corrupção                                      | Esposa do General           |
| 2008 | A Corte do Norte                               | D. Antónia                  |
| 2009 | O Destino do Senhor Sousa (curta-metragem)     |                             |
| 2010 | Filme do Desassossego                          | Mulher da gramática         |
| 2011 | Marionetas (curta-metragem)                    | Mulher do carpinteiro       |
| 2011 | Sangue do Meu Sangue                           | Márcia                      |
| 2012 | Assim Assim                                    | Ana                         |
| 2012 | Amor                                           | Concierge                   |
| 2012 | A Bruxa de Arroios (curta-metragem)            |                             |
| 2013 | A Gaiola Dourada                               | Maria Ribeiro               |
| 2013 | Miserere                                       | Alma                        |
| 2014 | Os Maias: Cenas da Vida Romântica              | D. Maria da Cunha           |
| 2015 | Jogo de Damas                                  | Mónica                      |
| 2015 | Tales from the Circus (curta-metragem)         | Shirley                     |
| 2017 | Colo                                           | Sílvia                      |
| 2017 | Fátima                                         | Ana Maria                   |
| 2018 | Carga                                          | Luísa                       |
| 2022 | Um Filme em Forma de Assim                     |                             |
| 2023 | A Semente do Mal                               | Senhora Vieira              |
| 2023 | Mal Viver                                      | Sara                        |